# Manchester Open 1991
Il Manchester Open Open 1991 è stato un torneo di tennis giocato sull'erba. È stata la 2ª edizione del Manchester Open, che fa parte della categoria ATP World Series nell'ambito dell'ATP Tour 1991. Si è giocato a Manchester in Gran Bretagna, dal 17 al 24 giugno 1991.

## Campioni

### Singolare
Goran Ivanišević ha battuto in finale  Pete Sampras con il punteggio di 6–4, 6–4

### Doppio
Omar Camporese /  Goran Ivanišević hanno battuto in finale  Nick Brown /  Andrew Castle con il punteggio di 6–4, 6–3